# Krikor Odian
Krikor Odian (arménien : Գրիգոր Օտեան), né le 9 décembre 1834 à Constantinople et mort le 27 août 1887 dans le 16e arrondissement de Paris, est un juriste, homme politique et écrivain arménien ottoman.

## Biographie
Krikor Odian naît le 9 décembre 1834 à Constantinople.
Il est l'un des principaux artisans de la Constitution nationale arménienne ainsi que de la Constitution de l'Empire ottoman de 1876,.
Il est membre du Conseil d’État ottoman ainsi que conseiller du Grand vizir libéral Midhat Pacha.
Il s'exile à Paris en 1880, menacé par le règne du nouveau souverain Abdülhamid II. Il y meurt le 27 août 1887 dans le 16e arrondissement de Paris.
Il est l'oncle de l'écrivain et dramaturge Yervant Odian.